# O Segredo de Laura
O Segredo de Laura foi uma telenovela exibida pela TV Tupi de 20 de julho a 19 de setembro de 1964, escrita por Vida Alves e dirigida por José Parisi.

## Trama
Drama e tragédia envolvem a vida de Laura, uma moça com dupla personalidade que esconde um grande segredo: ela achava que seu pai tivesse matado sua mãe. Traumatizada com a cena em que o pai empurra a mãe escada abaixo, Laura é hospitalizada. O próprio Lourenço, seu pai, a acusava, pois, para ele foi a filha que empurrou sua mulher. Ao final, é o médico de Laura, Dr. Cláudio que desvenda esse segredo.
Após Laura receber alta do hospital, uma reconstituição do crime elucida o caso: no alto da escada, depois de uma discussão, Lourenço vira de costas para mulher enquanto, ao descer, ela tropeça e cai. Laura corre para socorrer, mas sua mãe lhe escapa das mãos. É nesse momento que Lourenço se vira e presencia a morte da esposa. Tudo não passou de um acidente fatal e um mal-entendido, para o conforto de pai e filha.

## Elenco
- Patrícia Mayo  ....  Laura
- Amilton Fernandes
- Percy Aires  .... Lourenço
- Maria Luíza Castelli
- Lisa Negri
- Arnaldo Weiss
- José Parisi
- Lídia Vani
- Xisto Guzzi